# Alan Percy, 8.º duque de Northumberland
Alan Ian Percy, 8.º duque de Northumberland, (17 de abril de 1880-23 de agosto de 1930) fue el hijo de Henry Percy, 7.º duque de Northumberland y Edith Campbell.

## Matrimonio y familia
El 18 de octubre de 1911, Percy se casó con Lady Helen Magdalan Gordon-Lennox (hija de Charles Gordon-Lennox, 7.º duque de Richmond). Tuvieron 6 hijos:
- Henry George Alan Percy (15 de julio de 1912, muerto en acción 21 de mayo de 1940)
- Hugh Algernon Percy (6 de abril de 1914, muerto el 11 de octubre de 1988) se casó con Lady Elizabeth Montagu Douglas Scott el 12 de junio de 1946. Tienen 7 hijos.
- Lady Elizabeth Ivy Percy (25 de mayo de 1916-16 de septiembre de 2008) se casó con Douglas Douglas-Hamilton, 14.º duque de Hamilton el 2 de diciembre de 1937. Tienen 5 hijos.
- Lady Diana Evelyn Percy (23 de noviembre de 1917, muerta el 16 de junio de 1978) se casó con John Egerton, 6.º duque de Sutherland el 29 de abril de 1939. No tuvieron descendencia.
- Lord Richard Charles Percy (11 de febrero de 1921-20 de diviembre de 1989) se casó con Sarah Jane Elizabeth Norton el 10 de septiembre de 1966. Tuvieron 2 hijos. Se volvió a casar con Hon. Clayre Campbell en 1979.
  - Algernon Alan Percy (17 de marzo de 1969)
  - Josceline Richard Percy (junio de 1971)
- Lord Geoffrey William Percy (8 de julio de 1925-4 de diciembre de 1984) se casó con Mary Elizabeth Lea el 27 de mayo de 1955. Tienen una hija: 
  - Diana Ruth Percy (22 de noviembre de 1956)

El 8.º duque murió en 1930 y fue enterrado en Northumberland Vault, en Westminster Abbey.  Fue sucedido por su hijo mayor, Henry.